# Karl-Heinz Vehring

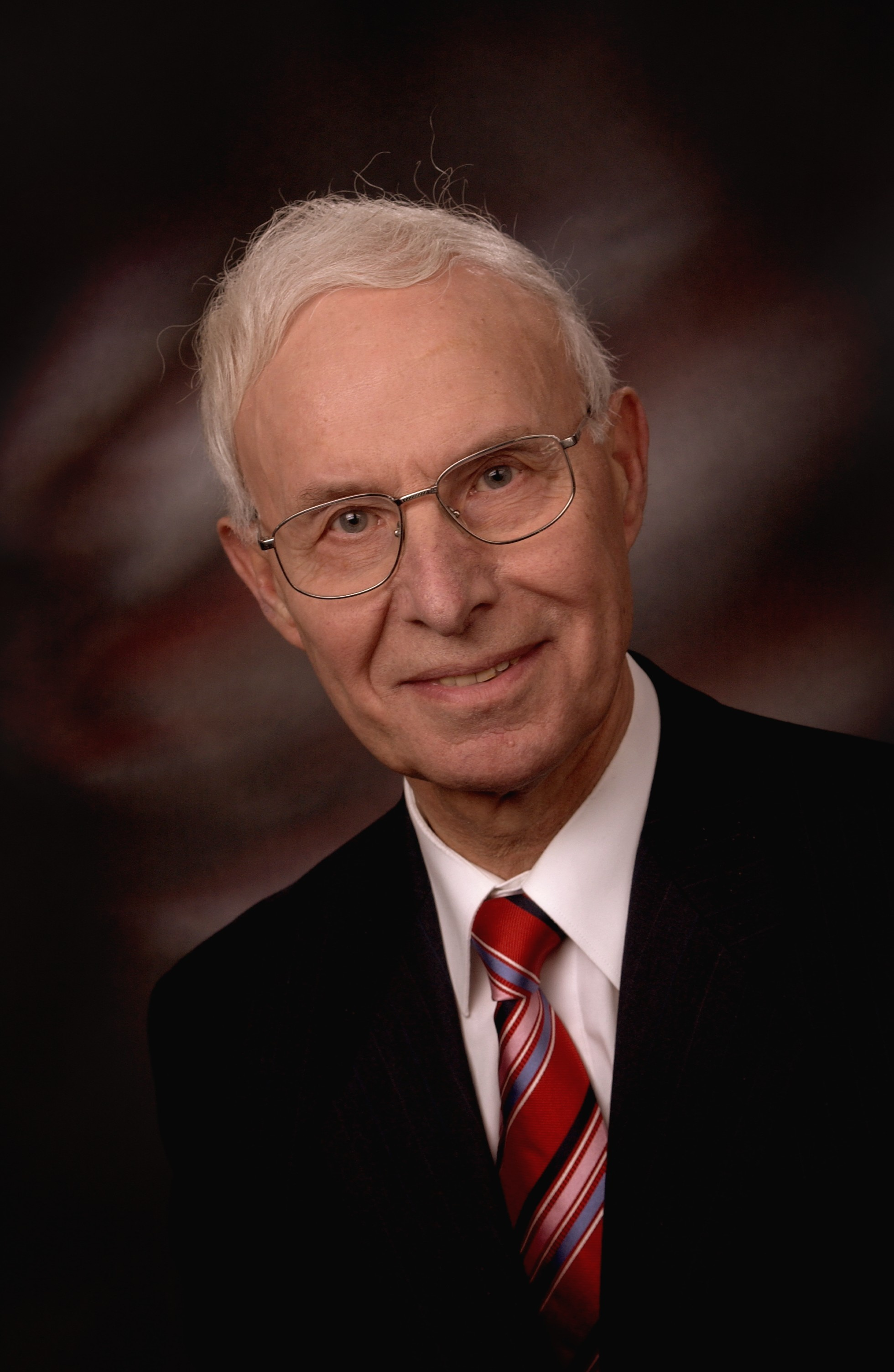
Karl-Heinz Vehring (2018)

Karl-Heinz Vehring (* 18. Juli 1935 in Klosterholte, Landkreis Meppen) ist ein deutscher Verwaltungsjurist, zuletzt Oberstadtdirektor von Lingen.

## Leben
Karl-Heinz Vehring ist als zweitjüngstes von neun Kindern geboren. Er legte als Jahrgangsbester die Reifeprüfung 1956 am Gymnasium Meppen ab und nahm im Sommersemester 1956 das Studium der Rechts- und Staatswissenschaften an den Universitäten Münster und Freiburg auf. Seine erste juristische Staatsprüfung erfolgte im Januar 1960, die zweite im Januar 1964 nach 3,5 Jahren Referendarausbildung. Anschließend war er bis zum 31. Juli 1964 als Gerichts-Assessor bei der Staatsanwaltschaft Bückeburg und anschließend vom 1. August 1964 bis 28. Februar 1965 als Regierungs-Assessor bei der Landeskulturverwaltung in Meppen tätig. Zum 1. März 1965 erfolgte seine Einstellung bei der Stadt Lingen (Ems) als Stadtoberrechtsrat bei gleichzeitiger Übertragung der Funktion des allgemeinen Vertreters des Stadtdirektors. Am 1. Dezember 1966 wurde er für die Zeit vom 1. Juni 1967 bis 31. Mai 1979 einstimmig zum Stadtdirektor der Stadt Lingen (Ems) gewählt. Durch den Statuswechsel der Stadt Lingen ab 1. August 1977 (Lingen wurde große selbstständige Stadt) erhielt er die Dienstbezeichnung Oberstadtdirektor und wurde am 6. Juli 1978 ohne Gegenstimmen für die Zeit vom 1. Juni 1979 bis 31. Mai 1991 und erneut am 7. Juni 1990 für die Zeit vom 1. Juni 1991 bis 31. Mai 2003 wiedergewählt. Seine Dienstzeit bei der Stadt Lingen beendete er im 65. Lebensjahr am 30. April 2000. Karl-Heinz Vehring wurde zum Ehrenbürger der Stadt Lingen (seit 1. Mai 2000) ernannt. Im Jahr 2009 wurde ihm das Bundesverdienstkreuz am Bande verliehen.
In seiner mehr als 30-jährigen Amtszeit bewirkte Karl-Heinz Vehring in Zusammenarbeit mit dem Rat der Stadt maßgebliche Weichenstellungen in fast allen Lebensbereichen von Lingen. 

## Ehrenämter
- Erster Vorsitzender des Deutschen Roten Kreuzes, DRK-Kreisverband Emsland (früher DRK Lingen), von 1980 bis 2017.[2]
- Erster Vorsitzender des Altenwerks Lingen e.V. (gemeinnütziger Verein mit 67 Wohnungen für Betreutes Wohnen) von 1991 bis 2021.
- Mitglied des Akademischen Lehrkrankenhauses St. Bonifatius Hospital Lingen e.V. seit 1968.
- Mitglied im Trägerverein des Christophorus-Werk Lingen e.V. seit 1976.[3]
- Vorstandsmitglied des Wasserverbandes Lingener Land seit 1982 und dessen Verbandsvorsteher von 2001 bis 2017.[4]
- Stellvertretender Verbandsvorsteher des Dachverbandes der Wasserwirtschaft im Landkreis Emsland von 2002 bis 2017.
- Mitglied des Unterhaltungsverbandes Ems I von 1967 bis 2017.[5]
- Vorstandsmitglied des Heimatvereins Lingen (Ems) seit 1982 und dessen erster Vorsitzender von 1982 bis 1992.
- Mitglied im Trägerverein des Ludwig-Windthorst-Hauses e.V. seit 1977.[6]
- Mitglied des Verwaltungsrats der Kreissparkasse Lingen von 1981 bis 2000.
- Verbandsvorsteher beim Zweckverband Schlachthof Emsland von 1970 bis 2000
- Mitbegründer und stellvertretender Vorsitzender im Vorstand des Vereins Emslandmuseum Lingen von 1992 bis 2000
- Mitbegründer und Mitglied im Vorstand des Vereins Berufsakademie Emsland von 1989 bis 2000
- Mitbegründer und Vorsitzender der Stadtwerke GmbH Lingen von 1989 bis 2000
- Verbandsvorsteher des Zweckverbandes Zentrale Feuerwehrtechnische Zentrale Lingen von 1967 bis 1997